# Барабани вночі
Барабани вночі (нім.Trommeln in der Nacht) — п'єса німецького драматурга Бертольта Брехта. Брехт писав її між 1919 і 1920 роками, і вона отримала свою першу театральну постановку в 1922 році. Це в стилі експресіонізму Ернста Толлера та Георга Кайзера. Ця п'єса — разом із «Ваалом» і «У джунглях міст» — отримала премію Кляйста за 1922 рік; в результаті п'єса була показана по всій Німеччині.
«Барабани вночі» — одна з найперших п'єс Брехта, написана ще до того, як він став марксистом, але важливість класової боротьби в мисленні Брехта вже очевидна. За словами Ліона Фейхтвангера, спочатку п'єса мала назву «Спартак».

## Короткий зміст сюжету
П'єса Брехта обертається навколо Анни Баліке, чий коханець (Андреас) пішов воювати під час Першої світової війни. Війна вже закінчилася, але Анна та її сім'я не чули про нього чотири роки. Батьки Анни намагаються переконати її, що він мертвий і що вона повинна забути його та вийти заміж за багатого виробника військових матеріалів Мурка. Зрештою Анна погоджується на цю домовленість, коли Андреас повертається, провівши втрачені роки у полоні в якомусь віддаленому місці Африки. Вважаючи, що бідний пролетар Андреас не може забезпечити Анні таке життя, яке може забезпечити буржуа Мурк, батьки Анни заохочують її дотримуватися своєї обітниці. Згодом Анна залишає Мурка та своїх батьків і на тлі повстання спартакістів шукає Андреаса. У фінальній сцені вони знову об'єднуються; під звуки «білого дикого крику» з газетних будівель угорі вони йдуть геть разом.
У п'єсі драматизовано образи спартаківців під час їхнього повстання. Бійці, які поверталися з фронту, відчували, що воювали даремно, а те, що мали до від'їзду, розікрали. Мурк, військовий спекулятор, який не воював і натомість заробив статок на боях, і який намагається вкрасти наречену солдата, символізує це відчуття робітничого класу, що його ошукали.

## Історія виробництва
Прем'єра п'єси відбулася 29 вересня 1922 року в Мюнхенському камерному театрі. Режисером був Отто Фалькенберг, сценографом Отто Райгберт, а в акторському складі був Ервін Фабер (як гість з Національного театру Мюнхена) у головні ролі Андреаса Краглера, Макс Шрек (у ролі Ґлабба), Ганс Лейбельт, Курт Горвіц і Марія Коппенгофер.
П'єса отримала ще одну постановку в Німецькому театрі в Берліні, яка відбулася 20 грудня 1922 року, з режисером Фалькенбергом, акторським складом провідних акторів у Берліні, включаючи Александра Гранаха в ролі солдата Андреаса Краглера.